# دامير نيكشيتش
دامير نيكشيتش هو كوميدي ارتجالي ومنتج تلفزيوني وموسيقي ويوتيوبي ورسام وسياسي بوسني، ولد في 6 ديسمبر 1970 في Brezovo Polje, Brčko ‏ في البوسنة والهرسك.

## وصلات خارجية
- الموقع الرسمي